# Hélène Rouart nello studio del padre
Ritratto di Hélène Rouart (Hélène Rouart in her Father's Study) è un dipinto a olio su tela di Edgar Degas, di 162,5x121 cm, conservato nella National Gallery di Londra, datata 1886.
Il quadro ritrae la figlia dell'industriale ed amico personale di Degas, Henri Rouart. La ragazza posa fra le collezioni del padre, tra cui si possono notare due tele alle sue spalle ed alcune mummie egiziane. La donna è ritratta, in piedi, col volto triste e lo sguardo malinconico, le mani e le braccia abbandonate sulla spalliera della poltrona del padre. Accanto, su un tavolo, due pile di fogli e libri.